# Mr. Charlie (platform)
De Mr. Charlie was een afzinkbare boorplatform en werd in 1954 gebouwd door Alexander Shipyards voor Ocean Drilling & Exploration Company (Odeco). Het ontwerp van Alden J. "Doc" LaBorde bestond uit een ponton met een uitsparing om door te kunnen boren en op het ponton tien kolommen met daarop het dek. Aan een van de uiteindes was de boortoren geplaatst. Het was de eerste afzinker voor op open zee.
Doc LaBorde werkte offshore voor Kerr-McGee als superintendent op de Breton Rig 20. Dit was een ontwerp van John T. Hayward, beter bekend als de Hayward-Barnsdall Rig, en gebaseerd op de swamp barges zoals die dienst deden op rivieren en meren. Deze pontons werden afgeballast tot ze op de bodem stonden en op grotere waterdieptes werden ze uitgerust met palen om het werkdek boven water te houden. Bij deze posted barges werd stabiliteit echter een probleem zodra het ponton zelf onder water verdween en daarmee het grootste deel van de waterlijn. Bij de Breton Rig 20 had Hayward dit opgelost door aan de uiteindes kleine pontons te bevestigen die bleven drijven tot het grote ponton op de bodem stond. Hierna werden ook deze pontons afgezonken om de golfkrachten te verminderen.
LaBorde ontwierp een versie die geschikter moest zijn voor de omstandigheden offshore. Hij voegde scharnierende pontons toe en kolommen met extra drijfvermogen. Tijdens het afzinken werd een aanmerkelijk deel van de stabiliteit door deze kolommen opgebracht, wat later kolomgestabiliseerde eenheden werden genoemd. Toen Kerr-McGee zijn ontwerp niet wilde bouwen, nam LaBorde contact op met Hayward. Hayward had het patent op dit concept en samen gingen zij naar Charles Murphy jr. van Murphy Oil. Deze zocht nieuwe technologie om het op te kunnen nemen tegen de grote oliemaatschappijen en zegde 500.000 dollar toe.
Odeco werd opgericht en voor 2,5 miljoen dollar bouwde Alexander Shipyards de Mr. Charlie bouwen, genoemd naar de vader van Charles jr. Roger Wilson van McDermott had weinig vertrouwen in de stabiliteit van het platform en adviseerde oogplaten aan te brengen, zodat hij zijn kraanpontons kon gebruiken zodra het gekapseisd was.
LaBorde kwam in contact met Bouwe Dykstra en John Pittman van Shell Oil en verkreeg het eerste contract volgens dagtarief in de Golf van Mexico met een tarief van 6000 dollar per dag. Op een van de eerste reizen werd het platform vergezeld door journalisten en werd het door Life een singularly monstrous contraption genoemd. Op locatie werd het met enorme trim geballast werd tot een zijde van het ponton stabiel op de zeebodem rustte, waarna ook de andere zijde geballast werd, tot waterdieptes van 40 voet (12 meter). De scharnierbare pontons werden vervolgens ook op de zeebodem geballast waarbij een bumperconstructie meeklapte waar schepen aan konden afmeren.
Het concept van scharnierbare pontons werd alleen overgenomen door de American Tidelands 101 dat overigens geen extra grote kolommen voor stabiliteit had. De scharnieren waren te onderhoudsgevoelig in het mariene milieu en bij beide platforms werden de pontons al snel gefixeerd. Bij het tweede platform van Odeco, de John Hayward, waren de extra pontons voor en achter al vanaf het begin een geïntegreerd onderdeel van het grote ponton.
Het kolomgestabiliseerde concept vond wel navolging en evolueerde tot de flesvormige kolommen waarvan Rig 46 van Kerr-McGee de eerste was. Dit zou uiteindelijk resulteren in de halfafzinkbare platforms waarmee diep water bereikbaar werd.
Het platform boorde honderden putten tot het in 1986 in de haven van Morgan City onderdeel werd van het International Petroleum Museum and Exposition.